# Проартикуляти
Проартикуляти (лат. Proarticulata) — тип вимерлих докембрійських тварин, що належать до вендської, едіакарської фауни.

## Опис
Proarticulata — двосторонньо-симетричні тварини, деякі з яких зовні нагадували таких членистоногих, як трилобіти. Однак, від членистоногих і кільчастих червів їх відрізняє будова тіла: сегменти зрушені один щодо одного вздовж поздовжньої осі відбитка. Такий зсув можна пояснити симетрією ковзного відбиття (наприклад, подібну симетрію має косичка з трьох пасом). На цю особливість будови деяких вендських тварин вперше звернув увагу Михайло Федонкін в 1983 році.
До типу належать сприггіна, онега, дикінсонія, йоргія, вендія і т. д.

## Клас / Родина
- Vendiamorpha
  - Vendiidae
- Dipleurozoa
  - Dickinsoniidae
- Cephalozoa
  - Yorgiidae
  - Sprigginidae

## Список Proarticulata

### Викопні тіла
- Armillifera Fedonkin, 1980

A. parva Fedonkin, 1980
- Andiva Fedonkin, 2002

A. ivantsovi Fedonkin, 2002
- Archaeaspinus Ivantsov, 2007 (=Archaeaspis Ivantsov, 2001)

A. fedonkini Ivantsov, 2001
- Chondroplon Wade, 1971 (possible =Dickinsonia)

C. bilobatum Wade, 1971
- Cyanorus Ivantsov, 2004

C. singularis Ivantsov, 2004
- Dickinsonia Sprigg, 1947

D. costata Sprigg, 1947
D. lissa Wade, 1972
D. menneri Keller 1976 (=Vendomia menneri Keller 1976)
D. tenuis Glaessner et Wade, 1966
- Ivovicia Ivantsov, 2007

I. rugulosa Ivantsov, 2007
- Karakhtia Ivantsov, 2004

K. nessovi Ivantsov, 2004
- Lossinia Ivantsov, 2007

L. lissetskii Ivantsov, 2007
- Marywadea Glaessner, 1976

M. ovata Glaessner et Wade, 1966
- Onega Fedonkin, 1976

O. stepanovi Fedonkin, 1976
- Ovatoscutum Glaessner et Wade, 1966

O. concentricum Glaessner et Wade, 1966
- Paravendia Ivantsov, 2004

P. janae Ivantsov, 2001 (=Vendia janae Ivantsov, 2001)
- Phyllozoon Jenkins et Gehling, 1978

P. hanseni Jenkins et Gehling, 1978
- Podolimirus Fedonkin, 1983

P. mirus Fedonkin, 1983
- Praecambridium Glaessner et Wade, 1966

P. siggilum Glaessner et Wade, 1966
- Spriggina Glaessner, 1958

S. floundersi Glaessner, 1958
- Tamga Ivantsov, 2007

T. hamulifera Ivantsov, 2007
- Valdainia Fedonkin, 1983

V. plumosa Fedonkin, 1983
- Vendia Keller, 1969

V. sokolovi Keller, 1969
V. rachiata Ivantsov, 2004
- Yorgia Ivantsov, 1999

Y. waggoneri Ivantsov, 1999

### Викопні відбитки
- Epibaion Ivantsov, 2002

E. axiferus Ivantsov, 2002.
E. waggoneris Ivantsov, 2011. This is a trace of Yorgia waggoneri
E. costatus Ivantsov, 2011. This is a trace of Dickinsonia costata

## Дикінсонія

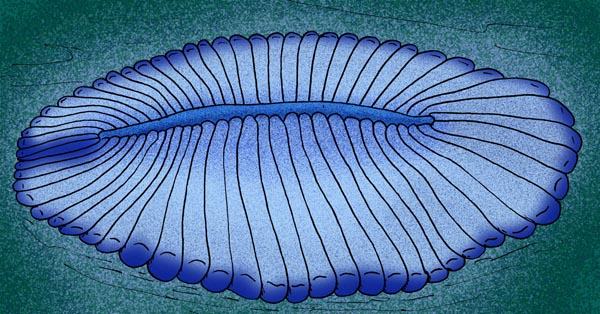
Dickinsonia costata
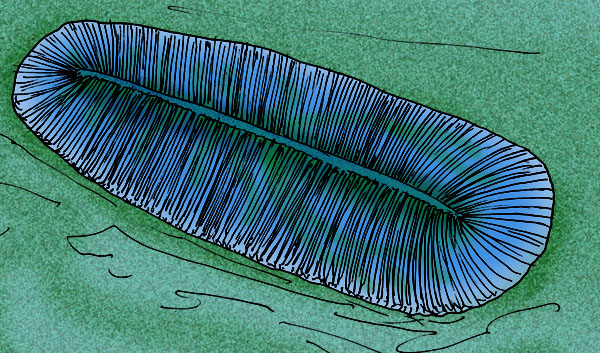
Dickinsonia rexcon
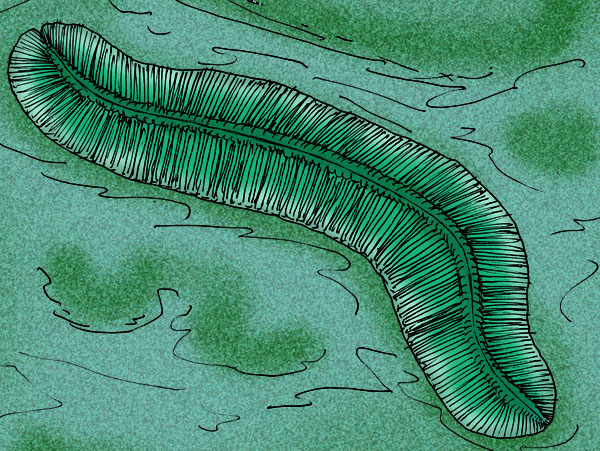
Dickinsonia lissacon
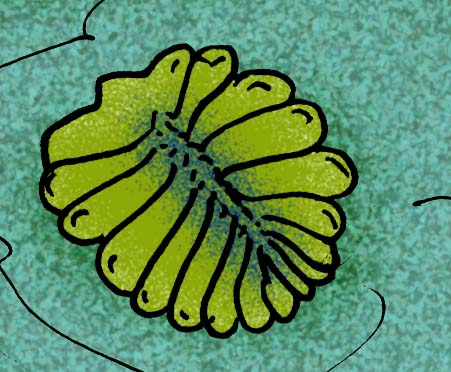
Dickinsonia menneri recon
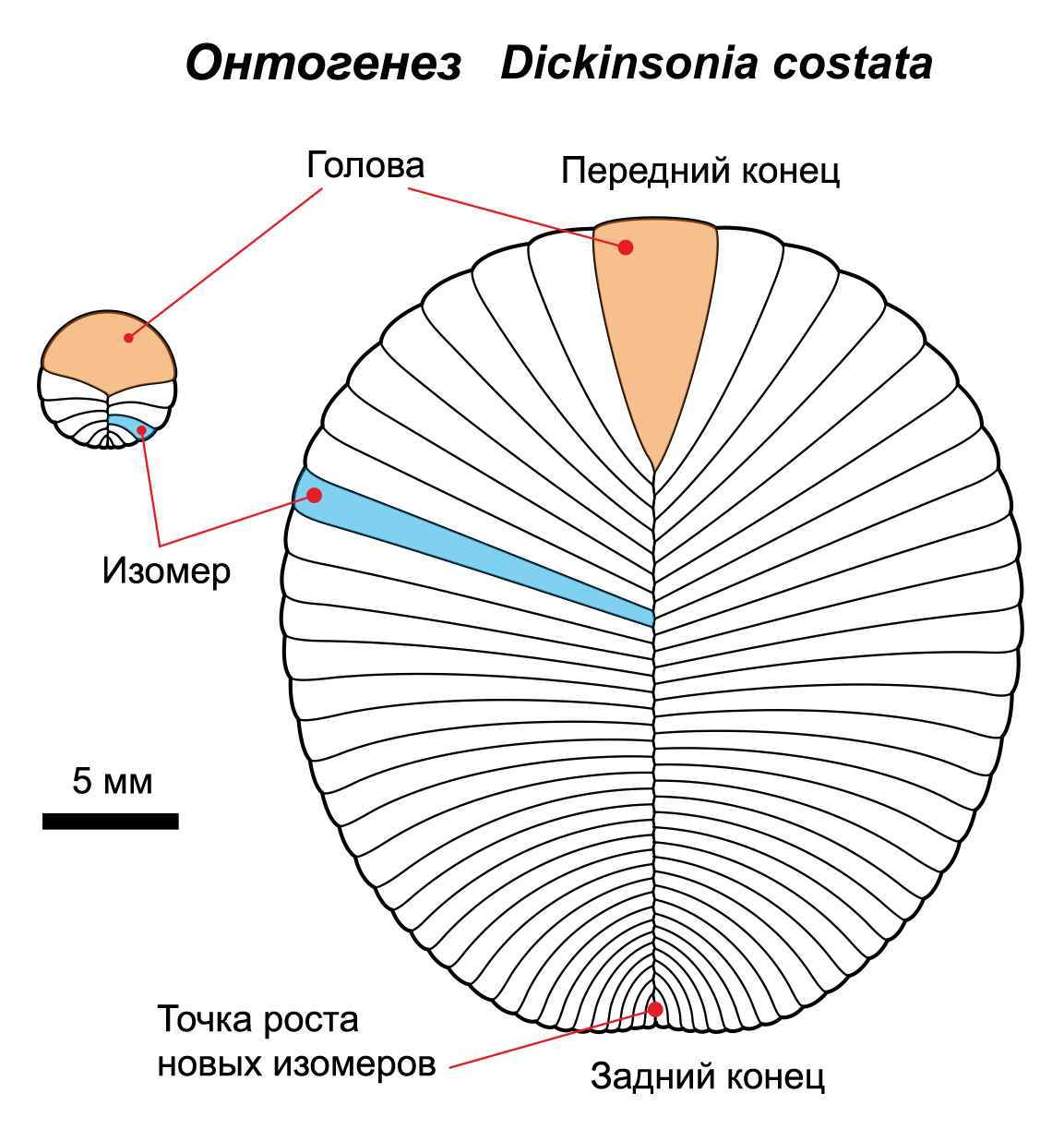
Онтогенез Dickinsonia costata